# Avenida de la Ilustración (metropolitana di Madrid)
Avenida de la Ilustración è una stazione della linea 7 della metropolitana di Madrid.
Si trova sotto alla Calle Islas Cíes, nel distretto di Fuencarral-El Pardo.

## Storia
La stazione fu inaugurata il 29 marzo 1999.

## Accessi
Vestibolo Avenida de la Ilustración
- Islas Cíes Calle Islas Cíes, 23
- Ascensor (Ascensore) Calle Islas Cíes, 23